# Gallmyggor
Gallmyggor (Cecidomyiidae) är en insektsfamilj som tillhör ordningen tvåvingar och underordningen myggor med minst 5 000 arter världen över. De hithörande arterna är som fullbildade insekter i regel små myggor som man kanske inte lägger så mycket märke till, då de inte sticks som stickmyggor eller bits som knott, men däremot ser man lätt de utväxter, så kallade galler, som uppträder på växter vid angrepp av vissa arters larver.

## Kännetecken
Gallmyggor är små myggor, de flesta arter är inte mer än 4 millimeter långa. Benen är tunna och långa, vingarna är jämförelsevis breda och har få och ogrenade vingribbor (tre eller fyra). Vingarna är genomskinliga med små fina hår. Antennerna är långa.

## Levnadssätt
Många gallmyggor har larver som lever i gallbildningar på olika växter. Andra är predatorer som lever på bladlöss, kvalster, fluglarver och liknande. Andra lever av förmultnande växtdelar, murken ved, svampar eller på levande växter utan att bilda galler. Flera arter av gallmyggor betraktas på grund av larvernas levnadssätt som skadeinsekter på odlade grödor, till exempel skidgallmyggan (Dasyneura brassicae) som lever på kålväxter.
Vissa vedlevande gallmyggor har förmåga att föröka sig i larvstadiet, så kallad pedogenes. De obefruktade äggen bildas och kläcks då redan i larven vilka sedan först livnär sig på modern för att sedan bli vedlevande. När födotillgången blir sämre förpuppas dock larverna och fullvuxna hon- och hanmyggor kläcks. 

### Gallbildning
Gallmyggor som angriper växter är vanligen specialiserade i sitt val av värdväxt och gallbildningarna har dessutom en karaktäristisk form på vilken man kan se vilken art av gallmygga det rör sig om. Angreppen uppträder ofta på växtens knoppar, skott eller blad och gallbildningarna tjänar både som föda och skydd för larverna. En del gallmyggor lever i symbios med cellulosanedbrytanda ambrosiasvampar. Myggorna sprider svampens sporer och larverna livnär sig på svampen inne i gallbildningarna. På en finns gallmyggor som ger upphov till kikbär. 

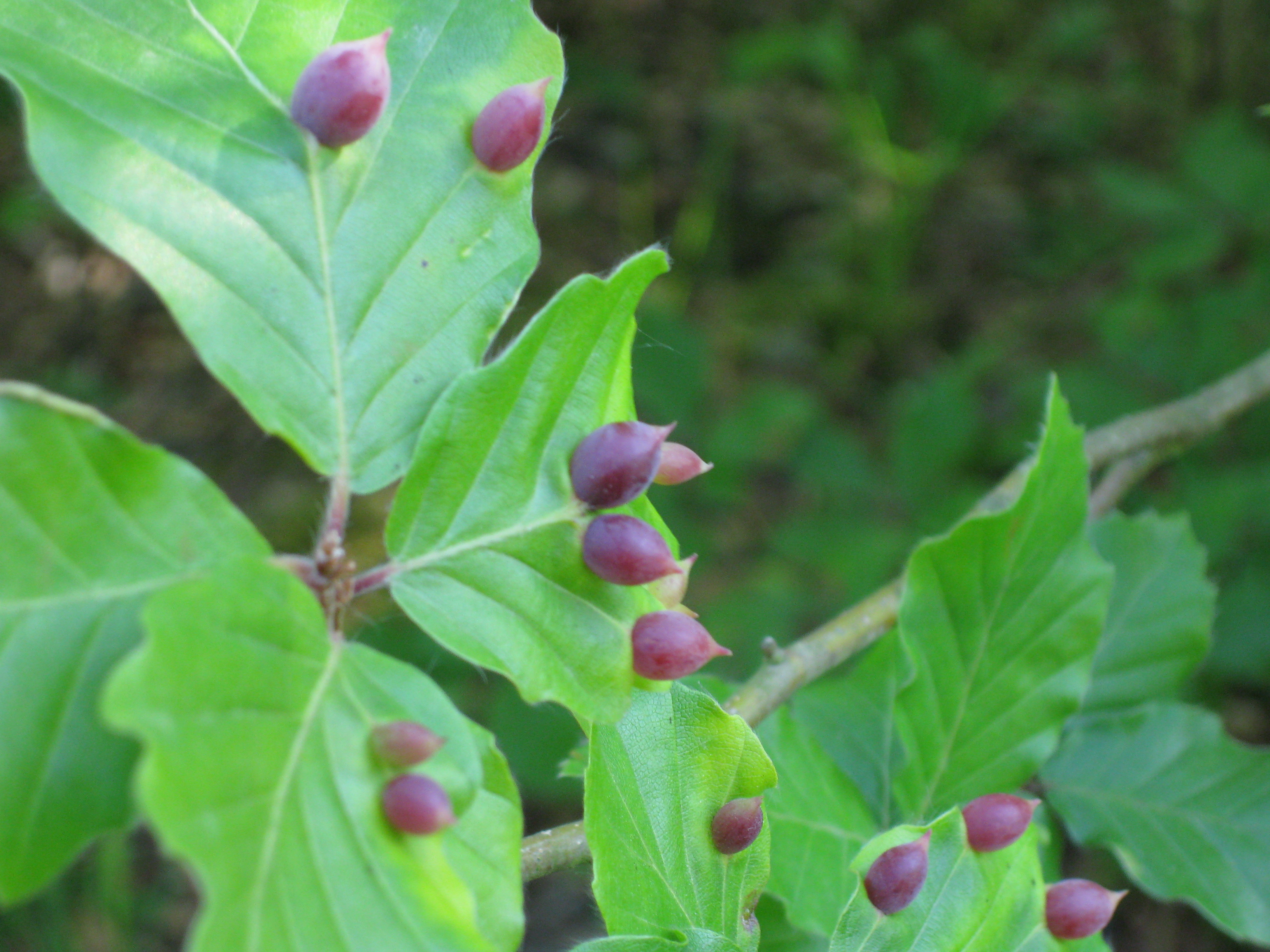
Galler av bokgallmygga (Mikiola fagi)